# Siwarowy Żleb

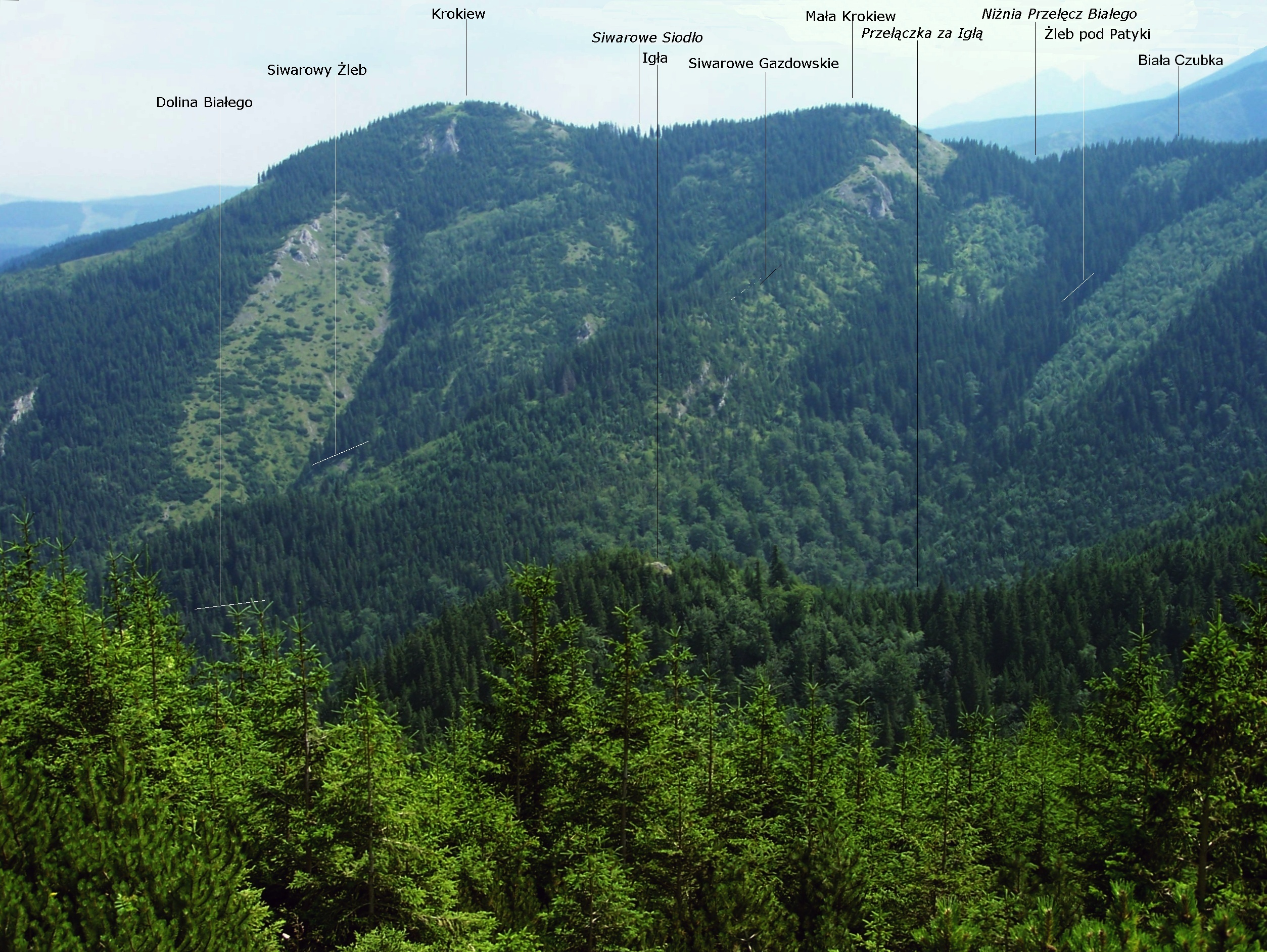
Widok z Sarniej Skały

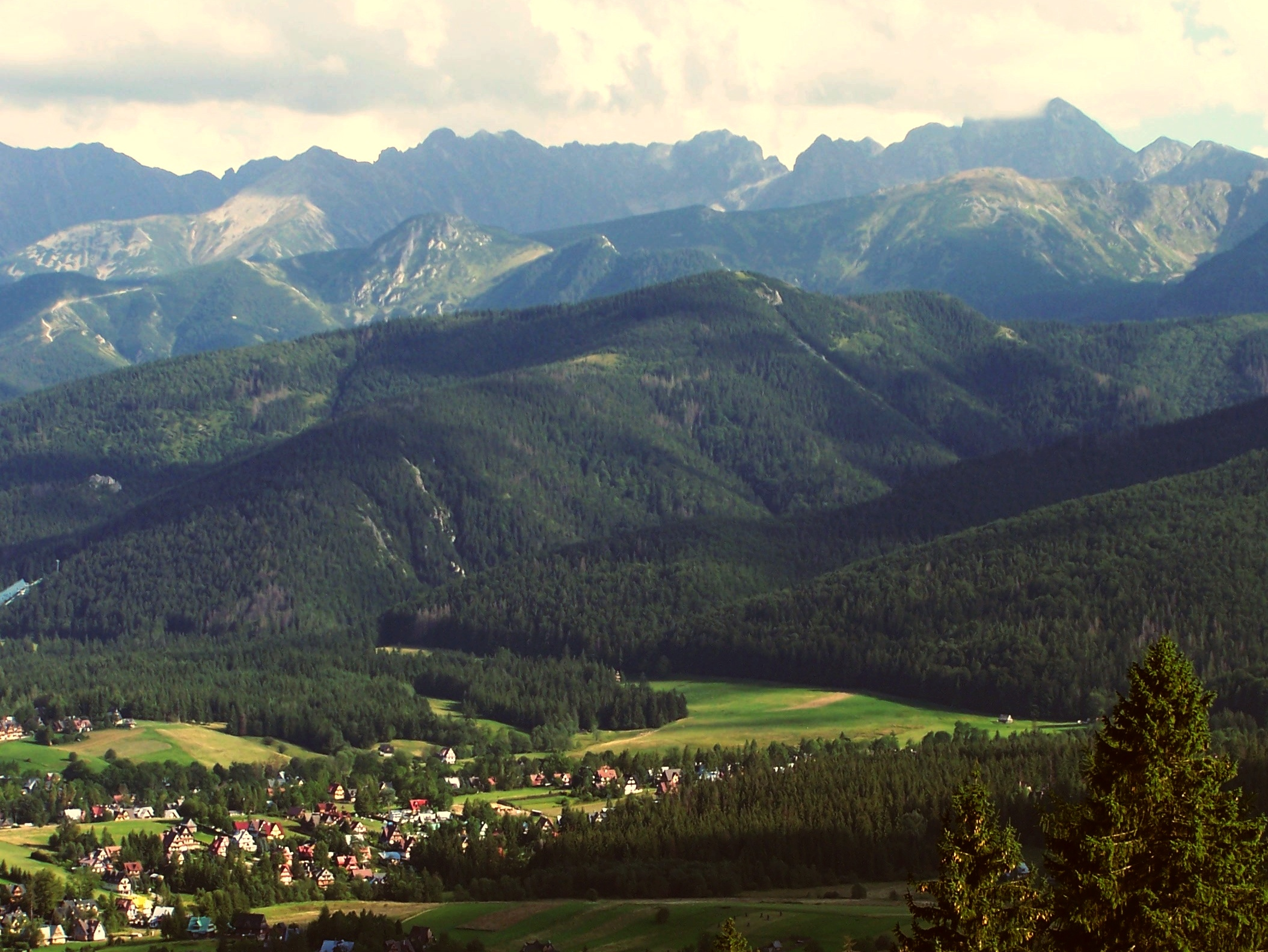
Siwarowy Żleb widoczny w zachodnich stokach Krokwi

Siwarowy Żleb lub Sywarowy Żleb – żleb na zachodnich stokach masywu Krokwi w polskich Tatrach Zachodnich. Ma wylot na wysokości ok. 1000 m n.p.m. do dna środkowej części Doliny Białego, tuż poniżej miejsca, gdzie rozdziela się ona na dwie górne części. Wyżej żleb rozgałęzia się na dwie odnogi; jedna podchodzi pod szczyt Krokwi (1378 m), druga pod Siwarowe Siodło. Dnem żlebu spływa niewielki potok i jest to jedyny stały dopływ Białego Potoku. Od południowej strony Siwarowy Żleb ograniczony jest opadającą z Małej Krokwi grzędą zwaną Siwarowe Gazdowskie, od północy grzędą Siwarowe Pańskie. Długość żlebu wynosi około 700 m.
Nazwa żlebu i inne nazwy w jego otoczeniu pochodzą od słowa sýwar (szuwar), oznaczającego w podhalańskiej gwarze rosnące na podmokłych terenach kwaśne trawy, turzyce i sity. Dawniej zbocza Doliny Białego były wypasane, wchodziły w skład Hali Białe i okolice Siwarowego Żlebu były bardziej trawiaste Po zniesieniu pasterstwa stopniowo zarastają lasem. Dolina Białego wraz z Siwarowym Żlebem znajduje się od 1954 na obszarze ochrony ścisłej Regle Zakopiańskie. Rośnie tutaj rzadka w Polsce sosna drzewokosa i również rzadki potrostek alpejski.